# Stängselsjön
Stängselsjön är en sjö i Nordmalings kommun i Ångermanland och ingår i Lögdeälven-Husåns kustområde. Sjön har en area på 0,0383 kvadratkilometer och ligger 1,8 meter över havet.

## Delavrinningsområde
Stängselsjön ingår i det delavrinningsområde (704364-168278) som SMHI kallar för Mynnar i havet. Medelhöjden är 4 meter över havet och ytan är 0,38 kvadratkilometer. Det finns ett avrinningsområde uppströms, och räknas det in blir den ackumulerade arean 2,41 kvadratkilometer. Avrinningsområdets utflöde mynnar i havet. Avrinningsområdet består mestadels av skog (69 procent). Avrinningsområdet har 0,04 kvadratkilometer vattenytor vilket ger det en sjöprocent på 10,4 procent.